# San Pietro Apostolo
San Pietro Apostolo é uma comuna italiana da região da Calábria, província de Catanzaro, com cerca de 1.925 habitantes. Estende-se por uma área de 11 km², tendo uma densidade populacional de 175 hab/km². Faz fronteira com Decollatura, Gimigliano, Miglierina, Serrastretta, Tiriolo.

## Demografia
| Variação demográfica do município entre 1861 e 2011                               |
|                                                                                   |
| Fonte: Istituto Nazionale di Statistica (ISTAT) - Elaboração gráfica da Wikipedia |